# Marie-Ève Drolet
Marie-Ève Drolet (Chicoutimi, 3 febbraio 1982) è una pattinatrice di short track canadese.

## Biografia
Ha rappresentato il Canada ai Giochi olimpici di Salt Lake City vincendo la medaglia di bronzo nella staffetta 3000 metri, con le compagne Isabelle Charest, Alanna Kraus, Amélie Goulet-Nadon e Tania Vicent.
Nel 2014 si è qualificata ai Giochi olimpici di Sochi 2014 ed ha vinto la medaglia d'argento nella staffetta 3000 metri, con le compagne Jessica Hewitt, Marianne St-Gelais e Valérie Maltais. In finale la nazionale canadese è stata superata dalla Corea del Sud ed ha preceduto l'Italia.

## Palmarès
- Giochi olimpici invernali

Soči 2014: medaglia d'argento nella staffetta 3000 m
Salt Lake City 2002: medaglia di bronzo nella staffetta 3000 m
- Campionati mondiali di short track

Montréal 2014: argento nella staffetta 3000 m
Debrecen 2013: argento nella staffetta 3000 m
Shanghai 2012: bronzo nei 1500 m e nei 3000 m
Sheffield 2011: bronzo nella staffetta 3000 m
Montréal 2002: bronzo nella staffetta 3000 m
Jeonju 2001: bronzo nei 1500 m